# Traulacris
Traulacris is een geslacht van rechtvleugeligen uit de familie veldsprinkhanen (Acrididae). De wetenschappelijke naam van dit geslacht is voor het eerst geldig gepubliceerd in 1933 door Willemse.

## Soorten
Het geslacht Traulacris omvat de volgende soorten:
- Traulacris erecta Willemse, 1933
- Traulacris grandis Miller, 1932